# Severni Kočarnik
Severni Kočarnik (cyr. Северни Кочарник) – wieś w Serbii, w okręgu raskim, w gminie Tutin. W 2011 roku liczyła 1070 mieszkańców.